# Mistrzostwa Świata w Tenisie Stołowym 1955
22. Mistrzostwa świata w tenisie stołowym odbyły się w dniach 16–24 kwietnia 1955 roku w Utrechcie.

## Końcowa klasyfikacja medalowa
| Miejsce | Państwo        | Złoto | Srebro | Brąz | Razem |
| ------- | -------------- | ----- | ------ | ---- | ----- |
| 1       | Rumunia        | 3     | 0      | 0    | 3     |
| 2       | Anglia         | 2     | 1      | 5    | 8     |
| 3       | Czechosłowacja | 1     | 1      | 1    | 3     |
| 4       | Węgry          | 1     | 0      | 4    | 5     |
| 5       | Anglia         | 0     | 2      | 2    | 4     |
| 5       | Jugosławia     | 0     | 2      | 2    | 4     |
| 7       | Austria        | 0     | 1      | 0    | 1     |
| 7       | Szkocja        | 0     | 1      | 0    | 1     |
| 9       | Francja        | 0     | 0      | 1    | 1     |

## Medaliści
| Konkurencja:               | Złoto:                         | Srebro:                       | Brąz:                                                            |
| gra pojedyncza kobiet      | Angelica Rozeanu               | Ermelinde Wertl               | Keiko Watanabe Éva Kóczián                                       |
| gra pojedyncza mężczyzn    | Toshiaki Tanaka                | Žarko Dolinar                 | Stephen Cafiero Ferenc Sidó                                      |
| gra podwójna kobiet        | Angelica Rozeanu Ella Zeller   | Diane Rowe Rosalind Rowe      | Yoshiko Tanaka Shizuki Narahara Fujie Eguchi Kiiko Watanabe      |
| gra podwójna mężczyzn      | Ivan Andreadis Ladislav Štípek | Žarko Dolinar Vilim Harangozo | Ichiro Ogimura Yoshio Tomita József Kóczián Ferenc Sidó          |
| gra mieszana               | Éva Kóczián Kalman Szepesi     | Aubrey Simons Helen Elliot    | Toshiaki Tanaka Shizuki Narahara Ladislav Štípek Eliska Krejcova |
| konkurs drużynowy mężczyzn | Japonia                        | Czechosłowacja                | Węgry · Anglia                                                   |
| konkurs drużynowy kobiet   | Rumunia                        | Japonia                       | Anglia                                                           |